# Макар I
Макар А. Техутци (Тер-Петросян; 1813, Тегут, Эрзурум (эялет) — 16 апреля 1891, Вагаршапат, Эриванская губерния) — Католикос всех армян с 1885 по 1891 год.

## Биография
Родился 6 апреля 1813 года в селе Техут провинции Битлис.
В 1821 году, в восьмилетнем возрасте, был привезен для учёбы в школу монастыря Эчмиадзин.
30 апреля 1847 года назначается членом Синода. В 1848 году по приказу Нерсеса Аштаракеци отбыл в Персию для поиска древних армянских рукописей. По возвращении в 1849 году был назначен инспектором Матенадарана Первопрестола.
14 февраля 1851 года за свои усердие и верность был награждён орнаментальным крестом. Он проделал значительную работу по централизации книг в Святом Эчмиадзине.
В 1852 году был освящен епископом Аштаракеци.
Скончался 16 апреля 1891 года от сердечного приступа.
Место смерти - Вагаршапат, Эчмиадзинская область, Ереванская область, Российская империя.